# Cultural Institute of Radical Contemporary Arts
Le Cultural Institute of Radical Contemporary Arts (CIRCA) est une plateforme artistique et culturelle basée à Piccadilly Circus à Londres, . Fondée en octobre 2020, elle commande et diffuse un programme mensuel d'art et de culture, tous les soirs à 20h23 (heure locale) sur un réseau mondial de panneaux d' affichage à Londres , Tokyo , New York, Los Angeles, Milan, Berlin, Melbourne et Séoul,.

## CIRCA 2023
En 2023, débutant le 11 janvier, CIRCA publie une vidéo de trois minutes intitulée « L'art de l'espoir » en collaboration avec le dalaï-lama qui déclare « J'essaie de promouvoir le sentiment d'unité de 7 milliards d'êtres humains. Ce monde, nous devons vivre ensemble. ». La citation, également lu par Ai Weiwei indique : « Nous devons continuellement considérer l'unité de l'humanité, en nous rappelant que nous voulons tous être heureux. Et en effet, tout le monde a droit à une vie heureuse. En cours de route, nous serons peut-être confrontés à des problèmes, mais nous ne devons pas perdre espoir. Nous devons maintenir notre détermination sans être impatients d'obtenir des résultats rapides. ».